# 史超域·賽姆斯
佐治·史超域·賽姆斯爵士（英語： GBE KCMG DSO；1882年7月29日—1962年12月5日），英國陸軍中校，曾任巴勒斯坦託管地布政司、亞丁保護國參政司、坦噶尼喀（今坦桑尼亞）總督、蘇丹總督等職。

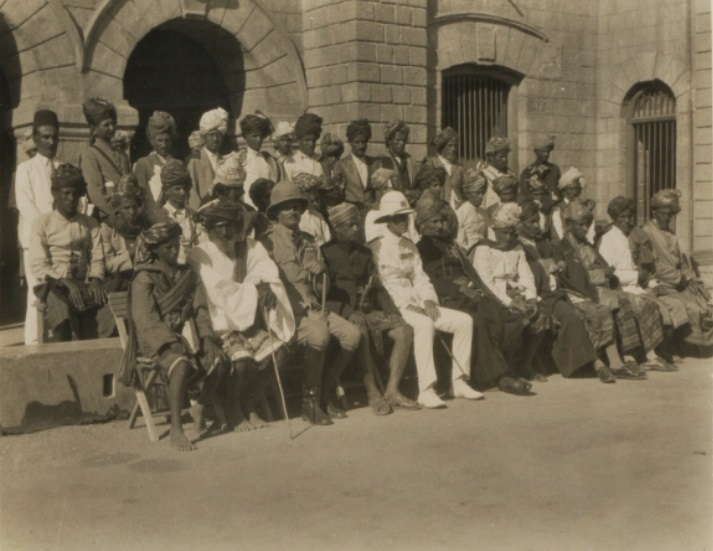
任亞丁參政司期間

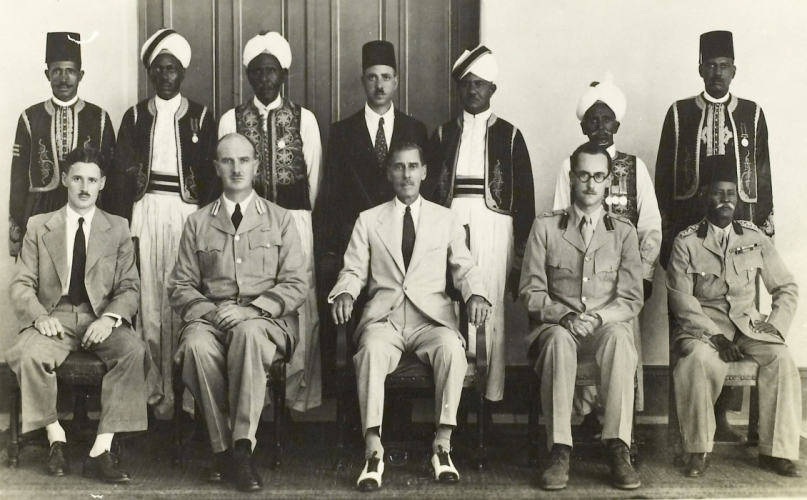
任蘇丹總督期間

他於1920至1925年間獲委任為巴勒斯坦託管地北部區專員。1925至1928年間，他升任巴勒斯坦託管地布政司，因處事公義廣受愛戴。1928至1931年間調任亞丁保護國參政司。1931至1934年間任坦噶尼喀總督，並因積極維護非洲本地人利益享有盛譽，被認為是最親非裔的總督之一。1934年任蘇丹總督，並於1939年獲授大英帝國勳章，1940年卸任。

## 外部連結
- The Malvern Register, 1905
- The Anglo Boer War : Symes, G.S.[]
- Aden Airways : George Symes 的存檔，存档日期2010-03-11.